# أرض الملك إدوارد السابع

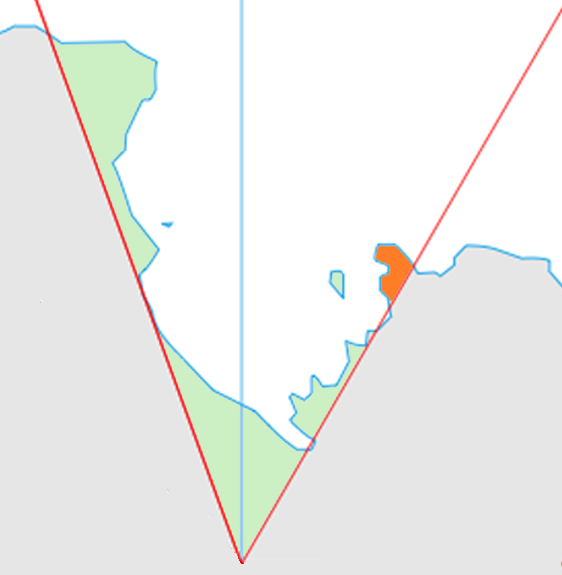
موقع أرض الملك إدوارد السابع (تظهر باللون البرتقالي) ضمن منطقة روس

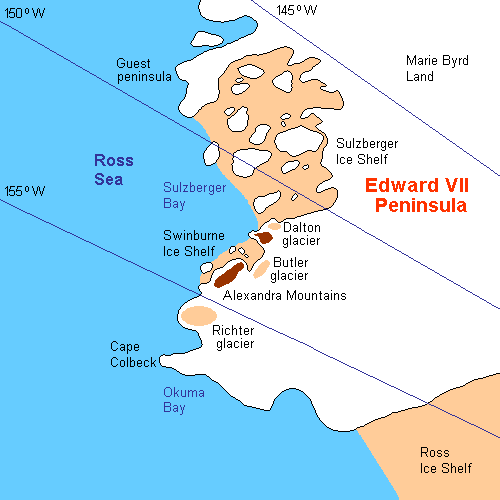
خريطة لأرض الملك إدوارد السابع

أرض الملك إدوارد السابع أو شبه جزيرة الملك إدوارد السابع هي شبه جزيرة كبيرة مغطاة بالجليد تُشكَّل النهاية الشمالية الغربية من أرض ماري بيرد في القارة القطبية الجنوبية. تمتد شبه الجزيرة مخترقةً بحر روس واقعةً بين خليج سولزبيرغر والطرف الشمال الشرقي لحاجز روس الجليدي وتُشكَّل جزءاً من منطقة روس. تعرَّف الحدود الجغرافية لشبه جزيرة الملك إدوارد السابع بوقعها بين حاجز روس الجليدي من جهة الجنوب الغربي، وخليج أوكوما من الغرب، وخليج سولزبيرغر وساحل سوندرز من جهة الشرق، وتقع جميع هذه المعلم بصورة أساسية مطلةً على بحر روس/المحيط الجنوبي في القارة القطبية الجنوبية. يُشكَّل رأس كولبيك الطرف الشمال الغربي من شبه الجزيرة. تقع شبه جزيرة الملك إدوارد اسابع عند 77°40′S 155°00′W / 77.667°S 155.000°W.
الساحل الغربي لها هو ساحل شيراز. ويقع جرف سوينبرن الجليدي من جهتي الشمال والشرق. اكتُشِفت شبه الجزيرة بتاريخ 30 يناير عام 1902 من قبل بعثة الاستكشاف البريطانية بقيادة روبرت فالكون سكوت الذي سمَّاها نسبةً إلى ملك المملكة المتحدة إدوارد السابع. وقامت بعثة نمرود بقيادة إرنست شاكلتون بالقيام بمزيد من الاستكشاف خلال فترة من 1908 حتى عام 1909. وقامت البعثة اليابانية للقارة القطبية الجنوبية بالوصول براً لها بقيادة شيراز نوبو عام 1912. أعيد تسمية المنطقة ليصبح اسمها «شبه جزيرة الملك إدوارد السابع» بعد ملاحظة وتحديد السمات الجغرافية للمنطقة والمطابقة لأشباه الجزر بعد الاستكشاف الذي أجرته بعثة ريتشارد إيفلين بيرد (1933–1935) والبعثة التي أرسلها برنامج الولايات المتحدة في القارة القطبية الجنوبية (USAS) خلال الفترة من 1939 حتى عام 1941.
تقع معظم أراضي شبه الجزيرة ضمن منطقة روس التي تدَّعيها نيوزيلندا (انظر المطالب الإقليمية بالقارة القطبية الجنوبية).

## معرض الصور

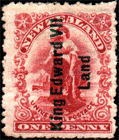
طابع نيوزيلندي يستخدم في القاعدة البريطانية